# Komako Kimura
Pour les articles homonymes, voir Kimura.
Komako Kimura (木村 駒子) née le 29 juillet 1887 au Japon et décédée le 10 juillet 1980, est également appelée Komaku Kimura ou Komago Kimura dans la presse américaine. Elle est reconnue comme suffragette japonaise, ainsi que actrice, danseuse, directrice de théâtre, et éditrice de magazines avant la seconde Guerre Mondiale. Son travail, qu'il soit théâtral ou littéraire, a façonné le mouvement du droit des femmes et du suffrage des femmes au Japon.

## Enfance et éducation
Des le plus jeune âge, Komako Kimura est entraînée à l'art traditionnel japonais, tel que la danse et le théâtre. Komako Kimura étudie les philosophes masculins, et ressent le manque d'attention porté aux penseuses féministes. Elle lit également des auteurs occidentaux à l'école, y compris la féministe Ellen Key, dont elle admire particulièrement les écrits. A l'âge de 14 ans, les parents de Komako Kimura lui organisent un mariage arrangé. Comme le veut la tradition, ni elle, ni son futur mari ne se sont rencontrés auparavant. Quelque peu en avance sur son temps, elle décide de s'échapper de la voiture l'amenant au mariage. Elle parvient à s'enfuir dans une autre ville et devient finalement danseuse : une occupation plutôt très scandaleuse à l'époque.

## Carrière
En tant que féministe, Komako Kimura créée le mouvement  "The True New Women's Association", ou « L'Association des Nouvelles Femmes » (Shin Shinfujinkai) en 1912 avec Nishikawa Fumiko et Miyazaki Mitsuko. Avec ces deux autres femmes, elles créent une série de conférences et un magazine, " The New True Women " . Le magazine est connu pour aborder des sujets radicaux de l'époque, tels que la critique du mariage. Le magazine fait apparaître la première publication japonaise à discuter franchement du contrôle des naissances. Le magazine sera publié jusqu'en janvier 1918, avant d'être supprimé par le gouvernement japonais. En 1913, Komako Kimura prononce son premier discours "Love and Self Realization for Women". L'objectif de ce discours était de sensibiliser à éduquer les femmes à être féministes, volontaires et réfléchies. Elle voyage à New York en 1917 pour participer à une manifestation de suffragettes, pour étudier l'anglais et les stratégies des suffragettes américaines, et pour lever des fonds pour la lutte pour le suffrage universel au Japon. Elle fait des plans pour publier un magazine aux États-Unis, intitulé The Japanese Suffragist.
Komako Kimura a joué la plupart des rôles féminins de Shakespeare (en japonais), et géré deux théâtres à Tokyo, Kimura Komako et Tokiwaza. "On m'a dit qu'une suffragette qui danse est quelque chose que l'Amérique ne comprend pas très bien," a-t-elle commenté dans une interview en 1917. "Nous avons tous besoin d'avoir des moyens de subsistance lorsque nous nous battons pour nos idéaux."
En tant qu'actrice, elle s'est produite dans plus de 500 pièces de théâtre tout au long de sa vie, elle a notamment joué à Broadway ou encore Carnegie Hall.

## Vie personnelle
Komaku Kimura a été mariée à l'enseignant et guérisseur spirituel Hideo Kimura, et ils ont eu un fils, né en 1907, prénommé Shouji. Alors qu'ils vivaient à New York, les Kimuras ont fait des démonstrations de disciplines physiques japonaises et mené des cérémonies religieuses,. Elle décède le 10 juillet 1980, à l'âge de 92 ans.